# Newgrounds
Newgrounds je tvrtka i internetska stranica za zabavu koju je 1995. godine osnovao američki programer Tom Fulp. Uglavnom je poznata po uradcima svojih korisnika, koji uključuju igre, filmove, zvučne uratke i vizualnu umjetnost. Interne uratke producira Fulp, sa sjedištem i uredima u Glensideu, Pennsylvaniji.
Newgrounds je tijekom 2000-ih godina igrao važnu ulogu u razvoju internetske kulture, a osobito na području animacije na internetu i razvoju nezavisnih videoigara. Katkad se naziva »posebnim razdobljem povijesti igara«, mrežnim mjestom »gdje su mnogi animatori i programeri izrezali zube i pridobili sljedbenike puno prije nego što su društveni mediji uopće postojali« te »utočištem za njegovanje velikana animacije na internetu«.